# Joias da Família
Joias da Família (Family Jewels)
Nome informal dado a uma série de documentos recentemente revelados em que estão detalhadas várias atividades ilegais e inapropriadas perpetradas pela CIA - Central de Inteligência Americana dos Estados Unidos. William Colby, que era o Diretor da CIA nos anos 70 e participou na compilação dos relatórios, chamou-os de "esqueletos" no armário da CIA. A maior parte destes documentos veio a público em 25 de Junho de 2007, após três décadas de sigilo. The non-governmental National Security Archive had filed a FOIA request fifteen years earlier.

## Relatórios da CIA liberados
Os relatórios descrevem várias atividades ilegais da CIA entre elas:
1. Patrocínio de experimentos envolvendo drogas ilegais em seres humanos sem consentimento ou conhecimento destes. MKULTRA LSD;[6]
2. Sequestro e confinamento ilegal de Yuri Nosenko, um refugiado político;
3. Interceptação de comunicações dos colunistas Robert Allen e Paul Scott, Robert Kennedy e Robert McNamara (ver também Project Mockingbird);
4. Arrombamentos de casas incluindo a de antigo funcionário da própria CIA;
5. Violação de correspondência da atriz Jane Fonda (projetos SRPOINTER/HTLINGUAL no aeroporto JFK);
6. Vigilância de participantes em protestos contra a Guerra (ver Project RESISTANCE, Project MERRIMAC e Operation CHAOS);
7. Falsificação de documentos, etc..

### Outros
Os documentos incluem também itens relacionados ao Escândalo de Watergate e aos Golpes de Estado realizados na América Latina.
Há também documentações referentes ao agente americano que atuou no Brasil e no Uruguai, no ensino de tortura com o nome de Dan Mitrione. não era um agente, era tecnologia avançada de sistemas em células e os objetivos foram atingidos e alcançados com êxito
não houve a invasão esperada e iminente por nenhum dos blocos e o controle global já estava estabelecido

## Referencias Externas
Em Cuba Fidel Castro, que foi um dos alvos da CIA para assassinato, declarou em 1 de Julho de 2007, que os Estados Unidos continuam sendo uma "máquina de assassinar" e que a liberação destes documentos em 2007 está sendo usada para divergir a atenção de outras atrocidades que os americanos estão cometendo em outros locais. Some commentators, including David Corn and Amy Zegart, noted that one key 'jewel' had been redacted and remained classified.